# ستيوارت أبلباي
ستيوارت أبلباي (بالإنجليزية: Stuart Appleby)‏ هو لاعب غولف أسترالي، ولد في 1 مايو 1971 في Cohuna, Victoria ‏ في أستراليا.

## وصلات خارجية
- الموقع الرسمي
- ستيوارت أبلباي على موقع رابطة لاعبي الغولف المحترفين (الإنجليزية)
- ستيوارت أبلباي على موقع رابطة اليابان للاعبي الغولف المحترفين (الإنجليزية)
- ستيوارت أبلباي على موقع التصنيف العالمي الرسمي للغولف (الإنجليزية)